# 张维迎
张维迎（1959年10月1日—），男，陕西吴堡人，中国经济学家，北京大学教授。毕业于西北大学和牛津大学。

## 生平
1959年，出生在陕西省榆林市吴堡县。
1978至1982年在西北大学读书，1984至1990年在国家体改委中国经济体制改革研究所工作，1988至1994年公派在牛津大学納菲爾德學院读书，但因与领导性格不合而被刁难，后成功调任国务院发展中心下辖的《管理世界》杂志，终获批出国。获得博士学位后担任北京大学中国经济研究中心副教授，1997年升职为教授。
1999年，担任北京大学光华管理学院副院长，2006年开始担任北京大学光华管理学院院长，2010年卸职。2014年7月7日调任北京大学国家发展研究院。

## 思想
在改革初期提出价格双轨制理论的人之一，莫干山会议参加者。在为经济改革找到可操作的突破口的同时，也为经济腐败大面积发生带来了机缘。
在中国经济学界，张维迎以产业组织和企业契约理论等方面的研究见长，并著有博弈论等方面的学术著作多部。2009年，张维迎提出废除合同法，认为“劳动合同法损害的是工人阶级”，引起争议。2010年12月，他卸任光华管理学院院长职务，由蔡洪滨接任。
张维迎对“反腐败”问题亦有见地，2012年12月19日，他在年度观察家年会暨第二届中国改革峰会上发表了《反腐败的两难选择》演讲，指出腐败可能亡党不可能亡国，对于中共十八大后中共反腐，他建议“以十八大为界进行反腐，对过往腐败事不追究”。
2013年11月25日，他在北大法学论坛上发表了题为《中国经济增长和体制改革前景》的演讲。认为中国的经济增长潜力来自“企业家精神”，反对宽松货币政策，支持经济进一步自由化、市场化、私有产权制度，进一步废除政府权力。“工人阶级之间的矛盾比工人和资本家矛盾要大得多，资本家之间的矛盾也比工人阶级要大的多”。“改革前25年就是有一个好的理念，过去十年改革倒退就是我们理念倒退了”。
2017年7月1日，张维迎在北京大学国家发展研究院2017届毕业典礼中，作为教师代表发言。他回顾了中国和世界的科技进步史，指出要实现创新，必须创造自由的环境；只有自由，才能使中国人的企业家精神和创造力得到发挥，才能让中国变成创新的国家。他强调，自由是一个不可分割的整体，当灵魂不自由的时候，行动不可能自由；当言论不自由的时候，思想不可能自由，只有自由，才有创造。张维迎指出，推动和捍卫自由是大家的责任，是每个北大人的使命。他希望毕业生们捍卫自由，成为真正的北大人。

## 著作
- 《以价格体制的改革为中心，带动整个经济体制的改革》1984年4月21日
- 《企业的企业家：契约理论》（1995）
- 《博弈论与信息经济学》（1996）
- 《企业理论与中国企业改革》（1999）
- 《产权、政府与信誉》（2001）
- 《信息、信任与法律》（2003）
- 《大学与逻辑》（2004）
- 《产权、激励与公司治理》（2005）
- 《竞争力与企业成长》（2006）
- 《价格、市场与企业家》（2006）
- 《中国改革三十年》（2008）
- 《市场的逻辑》（2010）
- 《什么改变中国》（2012）
- 《博弈与社会》（2013）
- 《改革新启蒙》（2014）
- 《理念的力量》（2014）
- 《经济学原理》（2015）

## 奖项
| 年份      | 作品                       | 奖项                                         | 是否得奖 |
| --------- | -------------------------- | -------------------------------------------- | -------- |
| 1990-1993 |                            | 世界银行奖学金                               | 獲獎     |
| 1992-1994 |                            | 牛津大学纳菲尔德学院学院奖学金               | 獲獎     |
| 1992-1994 |                            | 伦敦经济学院利奥尼尔·罗宾斯纪念奖学金        | 獲獎     |
| 1997      | 《博弈论与信息经济学》     | 华东地区哲学社会科学优秀图书特等奖           | 獲獎     |
| 1998      | 《企业的企业家：契约理论》 | 国家教育部普通高校人文社会科学研究成果二等奖 | 獲獎     |
| 2000      |                            | 国家自然科学杰出青年基金                     | 獲獎     |
| 2002      |                            | 中国中央电视台“中国经济年度人物”             | 獲獎     |
| 2008      |                            | 中国经济体制改革研究会“改革30年，经济30人”   | 獲獎     |
| 2012      |                            | 网易财经“年度最具影响力经济学家奖”           | 獲獎     |